# Le Condottière (Antonello de Messine)
Pour les articles homonymes, voir Le Condottière.
Le Condottiere est une œuvre du peintre sicilien Antonello de Messine peinte vers 1475 lors du séjour de l'artiste à Venise. Conservé au Louvre à Paris, ce tableau est considéré comme le premier tableau italien peint à l'huile selon la technique mise au point par les peintres flamands, tel Jan Van Eyck.

## Description
La vue de trois quarts, au lieu du profil courant à cette époque en Italie, s'inspire des portraits flamands et français, mais s'en détache par ce regard pénétrant tourné vers le spectateur.
Peint à l'huile, ce tableau de très petite taille, sur panneau en bois de peuplier, mesure 30 cm sur 36 cm. Le fond et les vêtements se distinguent à peine, faisant ressortir le visage. Le personnage se trouve au-delà d’un rebord où est fixé un papier déplié indiquant l’identité du peintre : « 1475 /Antonellus  messaneus me/ pinxit ».
Selon Théophile Gautier, Antonello de Messine « a imprimé, à cette dure et farouche physionomie, un tel cachet de vie, de force et de réalité, qu'il vous semble avoir l'homme devant les yeux, l'homme physique et l'homme moral. C'est l'absolu du portrait. Le style le plus fier s'y allie admirablement à la vérité la plus exacte. Le dessin serre les formes avec une précision étonnante, et une couleur inaltérable, comme celle de la mosaïque, s'étend sur un modelé d'une finesse et d'une vigueur sans rivales. Ici, dès son premier pas, l'art avait atteint son but. Depuis, on a fait autrement mais non pas mieux».
Le tableau est restauré en 2018 par Annie Hochart-Giacobbi. Il est le sujet principal du roman de Georges Perec, Le Condottiere.

## Histoire du tableau
Le surnom de Condottiere peut provenir du regard altier et de la cicatrice sur la lèvre, même si l'identité du modèle n'est pas connue.
Vasari raconte qu'Antonello de Messine aurait volé à Van Eyck son secret sur les glacis à l'huile, mais cette légende a été démentie, Messine était enfant à la mort de Van Eyck. Antonello a appris la technique à l'huile à Naples.
Longtemps dans la famille Martinengo de Venise, il est acquis, le 1er avril 1865, sur insistance de l'empereur Napoléon III, par l'État français, lors de la vente de la galerie du comte de Pourtalès-Gorgier pour 113 500 francs. Le tableau figurait dans le catalogue de la collection du comte en 1841.
L'œuvre est donc au Louvre depuis 1865.